# Johann Stamitz
Johann Wenzel Anton Stamitz (em língua checa: Jan Václav Antonín Stamic) (Havlíčkův Brod, 19 de junho de 1717 – Mannheim, 27 de março de 1757) foi um compositor e violinista checo. Pai de Carl Stamitz e Anton Stamitz, compositores famosos.
Pertenceu a uma célebre família de músicos checos, que exerceram grande influência na evolução da música sinfónica do século XVIII.